# ISO 3166-2:TL
ISO 3166-2:TL — стандарт Международной организации по стандартизации, который определяет геокоды. Является подмножеством стандарта ISO 3166-2, относящимся к Восточному Тимору. Стандарт охватывает 13 административных округов Восточного Тимора. Каждый геокод состоит из двух частей: кода Alpha2 по стандарту ISO 3166-1 для Восточного Тимора — TL и дополнительного кода, записанных через дефис. Дополнительный двухбуквенный код образован созвучно названию, аббревиатуре названия округов. Геокоды административных округов Восточного Тимора являются подмножеством кодов домена верхнего уровня — TL, присвоенного Восточному Тимору в соответствии со стандартами ISO 3166-1.

## Геокоды Восточного Тимора
Геокоды 13 административных округов административно-территориального деления Восточного Тимора.
| Геокод | Административная единица | Статус |
| ------ | ------------------------ | ------ |
| TL-AL  | Айлеу                    | округ  |
| TL-AN  | Айнару                   | округ  |
| TL-BA  | Баукау                   | округ  |
| TL-BO  | Бобонару                 | округ  |
| TL-CO  | Кова-Лима                | округ  |
| TL-DI  | Дили                     | округ  |
| TL-ER  | Эрмера                   | округ  |
| TL-LA  | Лаутен                   | округ  |
| TL-LI  | Ликиса                   | округ  |
| TL-MT  | Манатуту                 | округ  |
| TL-MF  | Мануфахи                 | округ  |
| TL-OE  | Окуси-Амбено             | округ  |
| TL-VI  | Викеке                   | округ  |

## Геокоды пограничных Восточному Тимору государств
- Индонезия — ISO 3166-2:ID (на севере, на востоке).